# Parti communiste polonais (2002)
Pour les articles homonymes, voir Parti communiste de Pologne.
Le Parti communiste polonais (polonais: Komunistyczna Partia Polski, KPP) est un parti politique communiste polonais, fondé le 9 octobre 2002.
Le parti se considère comme l'héritier historique et idéologique du Parti communiste de Pologne, actif entre 1918 et 1938. Le journal du parti est L'Aube, un mensuel. Le président actuel, Krzysztof Szwej est ingénieur et succède à Józef Łachut. Il a été élu lors du troisième congrès du parti, en décembre 2010.
Le Parti communiste polonais a appelé au boycott des élections parlementaires polonaises de 2015. En outre, il a établi des contacts avec la Gauche polonaise (en). Lors des élections parlementaires polonaises de 2019, le KPP est devenu membre de La Gauche et a proposé un candidat pour le Sejm. Avant l'élection présidentielle polonaise de 2020, le Parti communiste polonais a soutenu la candidature de Waldemar Witkowski (en) de l'Union du travail.

## Présidents
- 14 décembre 2002 au 8 décembre 2006 : Marcin Adam[5]
- 8 décembre 2006 au 11 décembre 2010 : Józef Łachut
- depuis le 11 décembre 2010 : Krzysztof Szwej

## Prédécesseurs
- Parti communiste de Pologne (1918-1938)
- Parti ouvrier polonais (1942-1948)
- Parti ouvrier unifié polonais (1948-1990)